# Maryann Brandon
Maryann Brandon (Stati Uniti, ...) è una montatrice, produttrice cinematografica e regista statunitense, attiva più nel settore televisivo che in quello cinematografico.

## Biografia
Artista versatile, approda nel mondo del cinema nel 1982 collaborando secondariamente nel film Black Wax; si distingue alcuni anni dopo come assistente nel settore musicale, alternando lavori nel dipartimento di montaggio e come montatrice autonoma in film per lo più televisivi. Nel 2001 si distingue come esperta montatrice nella serie televisiva Alias, collaborando con Mary Jo Markey e il regista J. J. Abrams sino al 2005. Nel 2006 compare nuovamente a fianco di questi ultimi nella realizzazione del film Mission: Impossible III e, tre anni dopo, in quella di Star Trek, anch'essa regia di Abrams.
Ha dedicato gran parte della sua carriera alla messa in scena di Alias, specializzandosi anche come regista e produttrice di alcune sue puntate.

## Filmografia parziale
- Bingo - Senti chi abbaia (Bingo), regia di Matthew Robbins (1991)
- Gli uccelli II (The Birds II: Land's End), regia di Rick Rosenthal (1994)
- Una gorilla per amica (Born to Be Wild), regia di John Gray (1995)
- That's Amore - Due improbabili seduttori (Grumpier Old Men), regia di Howard Deutch (1995)
- Segreti (A Thousand Acres), regia di Jocelyn Moorhouse (1997)
- Alias, 36 episodi (2001-2005) - serie TV
- Mission: Impossible III, regia di J. J. Abrams (2006)
- Il club di Jane Austen (The Jane Austen Book Club), regia di Robin Swicord (2007)
- Star Trek, regia di J. J. Abrams (2009)
- I fantastici viaggi di Gulliver (Gulliver's Travels), regia di Rob Letterman (2010)
- Super 8, regia di J. J. Abrams (2011)
- Kung Fu Panda 2, regia di Jennifer Yuh Nelson (2011)
- Into Darkness - Star Trek (Star Trek Into Darkness), regia di J. J. Abrams (2013)
- Un amore senza fine (Endless Love), regia di Shana Feste (2014)
- Star Wars - Il risveglio della Forza (Star Wars: The Force Awakens), regia di J. J. Abrams (2015)
- Passengers, regia di Morten Tyldum (2016)
- Darkest Minds (The Darkest Minds), regia di Jennifer Yuh Nelson (2018)
- Venom, regia di Ruben Fleischer (2018)
- Star Wars - L'ascesa di Skywalker (Star Wars: The Rise of Skywalker) regia di J. J. Abrams (2019)
- Venom - La furia di Carnage (Venom: Let There Be Carnage), regia di Andy Serkis (2021)

## Premi e candidature
- Emmy Awards (Emmy)
  - 2003: Nomination - Miglior montaggio di una serie televisiva drammatica per l'episodio "Fase Uno" di Alias (2001)
- Academy Award (Oscar)
  - 2016: Nomination - Miglior montaggio di Star Wars - Il risveglio della Forza (2015)